# 陈国安
陈国安（1950年—），广东佛山人，汉族，中华人民共和国第十一届全国人民代表大会广东地区代表。
毕业于广东教育学院中文专业。加入民进。担任广州市人大常委会副主任。2008年起担任全国人大代表。